# Lloyd Smucker
Lloyd Smucker, né le 23 janvier 1964 à Lancaster, est un homme politique américain, représentant républicain de Pennsylvanie à la Chambre des représentants des États-Unis depuis 2017.